# 고갈 (영화)
"고갈"은 2009년에 개봉한 대한민국의 영화이다.

## 캐스팅
- 박지환 : 남자 역
- 장리우 : 여자 역
- 오근영 : 중국집배달부 아름 역